# 6246 Комуротору
6246 Комуротору (6246 Komurotoru) — астероїд головного поясу, відкритий 13 листопада 1990 року.
Тіссеранів параметр щодо Юпітера — 3,320.